# Thảo Trang
Nguyễn Thị Thảo Trang (sinh ngày 17 tháng 11 năm 1987), thường được biết đến với nghệ danh Thảo Trang, là một nữ ca sĩ người Việt Nam. Với phong cách cá tính, mạnh mẽ nhưng cũng không kém phần quyến rũ, Thảo Trang sở hữu giọng mezzo-soprano và có thể ca hát bằng mọi thể loại; tuy vậy, dòng nhạc sở trường của cô là dòng nhạc pop và EDM.

## Tiểu sử và sự nghiệp
Thảo Trang sinh ngày 17 tháng 11 năm 1987 và được biết đến là một ca sĩ có giọng hát thể hiện được nhiều thể loại âm nhạc khác nhau. Tốt nghiệp Nhạc Viện TP. HCM vào năm 2006, Thảo Trang được đông đảo khán giả biết đến khi xuất hiện trong mùa đầu tiên của Vietnam Idol.

##### 2007 - 2008
Năm 2007, Thảo Trang lần đầu xuất hiện trước công chúng khi tham gia Vietnam Idol. Là mùa đầu tiên của chương trình truyền hình thực tế về âm nhạc tại Việt Nam, cuộc thi thu hút nhiều sự quan tâm của khán giả lẫn truyền thông. Thảo Trang ở thời điểm này ghi dấu ấn bởi ngoại hình "xấu lạ" và chất giọng nội lưc, phong cách âm nhạc biến hóa và đa dạng qua từng vòng thi.
Ở các vòng loại trực tiếp, Thảo Trang đưa người xem đi từ bất ngờ này đến bất ngờ khác khi thể hiện các ca khúc mang phong cách khác nhau, từ Phôi Pha của cố nhạc sĩ Trịnh Công Sơn, Yêu của Nguyễn Duy Hùng, Tìm Lại của Microwave hay Về Ăn Cơm của Sa Huỳnh.
Bên cạnh đó, Thảo Trang còn sở hữu khả năng hát tiếng Anh tốt nên cô cũng được nhận xét là có cách hát rất mới mẻ, mang âm hưởng US - UK. Cô dừng chân ở vị trí Top 5 Vietnam Idol 2007. Tháng 5 năm 2008, Thảo Trang tung album đầu tay mang tên Lạ với những ca khúc nhạc trẻ mang chủ đề tình yêu. Dòng nhạc chủ đạo của album Lạ là R&B, một thế mạnh của Thảo Trang.

##### 2010 - 2014
Năm 2010, Thảo Trang cho ra mắt album The New Me gồm 10 ca khúc Ballad với ekip chuyên nghiệp gồm Dương Khắc Linh, Dương Công Thành, Antoneus. Năm 2014, Thảo Trang tung ra album Đại Lộ Đón Gió, với 7 ca khúc là sáng tác của các nhạc sĩ Võ Thiện Thanh, Minh Thụy, Trần Lê và Đức Tiến. Album thiên về chất nhạc alternative, các ca khúc được Thảo Trang thổi hồn bằng phong cách phóng khoáng và thoải mái. Đây cũng được xem là album đánh dấu ngã rẽ của Thảo Trang trong âm nhạc.

##### 2015 - nay
Năm 2022, mascot Kỳ Đà Hoa khiến khán giả tò mò khi xuất hiện trong chương trình The Masked Singer Vietnam. Sau 2 vòng thi, dựa vào loạt manh mối do chương trình cung cấp, hầu hết ý kiến đều cho rằng đây chính là Thảo Trang. Trong mascot Kỳ Đà Hoa, nghệ sĩ bí ẩn này đã mang đến nhiều ca khúc khiến người nghe "nổi da gà" bằng chất giọng nội lực của mình. Ở tập 12, Kỳ Đà Hoa đối đầu với O Sen và Lady Mây. Lộ diện ở cuối chương trình, Thảo Trang khiến cả trường quay xúc động bật khóc khi thể hiện ca khúc Ước Mơ Của Mẹ. Thể hiện sáng tác của nhạc sĩ Hứa Kim Tuyền bằng chất giọng nội lực đầy cảm xúc, Thảo Trang đã lấy nước mắt của mọi người có mặt ở trường quay lẫn khán giả theo dõi chương trình qua màn ảnh. "Nói chung là cũng rất nhiều cảm xúc. Tại vì đây là cơ hội rất lớn để cho mình ôn lại nhiều kỷ niệm và được gặp lại những người bạn của mình. Rồi khoe cho khán giả truyền hình thấy bây giờ mình thay đổi như thế nào qua một quá trình" - Thảo Trang chia sẻ.

## Danh sách đĩa nhạc

#### Album
- Lạ (2008)
- The New Me (2010)
- Đại Lộ Đón Gió (2014)

#### EP
- Kỳ Đà Hoa (2022)

#### Singles
- Cảm nhận cuộc sống (2011)
- Party All Night (2012)
- Breathe Again (2012)
- This Love (2013 - Mini album)
- Như Một Lời Hứa (Để Mai Tính 2 OST - 2014)
- This Love (2015)
- Sợ Yêu (2015)
- Chợt Nhận Ra Em Yêu Anh (2017)
- Get Out Of My Life (2017)

#### MV
- Bay Lên Nhé
- Breathe Again
- Feel The Life
- Năm Cánh Hoa
- Tình Xa Thật Xa
- This Love
- Let Me Be Your Lover
- Get Out Of My Life
- Chợt Nhận Ra Em Yêu Anh
- Come And Get It
- Dù Đã Có
- Mối Tình Đầu
- Anh Ơi Ở Lại (The Masked Singer Vietnam)
- Ước Mơ Của Mẹ (The Masked Singer Vietnam)
- Angel In Me

## Giải thưởng
- Top 5 Vietnam Idol (2007)
- Ca sĩ triển vọng Làn Sóng Xanh (2010)
- Album hòa âm phối khí tốt nhất Tháng 9 - giải Album vàng 2010 (2010)

## Chương trình truyền hình
| Năm  | Chương trình                    | Vai trò                  | Kênh                              | Chú thích                                                      |
| ---- | ------------------------------- | ------------------------ | --------------------------------- | -------------------------------------------------------------- |
| 2007 | Vietnam Idol                    | Thí sinh                 | HTV7                              | Top 5                                                          |
| 2013 | Cặp Đôi Hoàn Hảo                | Thí sinh                 | VTV3                              | Cùng Thuận Việt                                                |
| 2015 | Tuyệt Đỉnh Tranh Tài            | Thí sinh                 | HTV7                              | Top 5                                                          |
| 2021 | Lạ Lắm À Nha                    | Nhân vật bí ẩn           | VTV3                              | Song ca cùng Khương Ngọc                                       |
| 2022 | Lời Tự Sự                       | Khách mời                | VTV3                              |                                                                |
| 2022 | Ca sĩ mặt nạ                    | Ca sĩ mặt nạ (Kỳ Đà Hoa) | HTV2 - VieChannel và Vie Giải Trí | Ước mơ của mẹ, Nàng thơ, Anh ơi ở lại, Cảm ơn tình yêu tôi, Sợ |
| 2023 | Trời Sinh Một Cặp               | Huấn luyện viên          | VTV3                              |                                                                |
| 2024 | Mẹ siêu nhân                    | Thí sinh                 | VTV3                              | Cùng với Alexander                                             |
| 2024 | Chị đẹp đạp gió rẽ sóng (mùa 2) | Thí sinh                 | VTV3                              | Giải thưởng Chị Đẹp Tỏa Sáng                                   |

## Đời tư
Thảo Trang là mẹ đơn thân của cậu con trai tên Alexander, chào đời vào năm 2016 tại Mỹ.